# Jarosław Hordynski

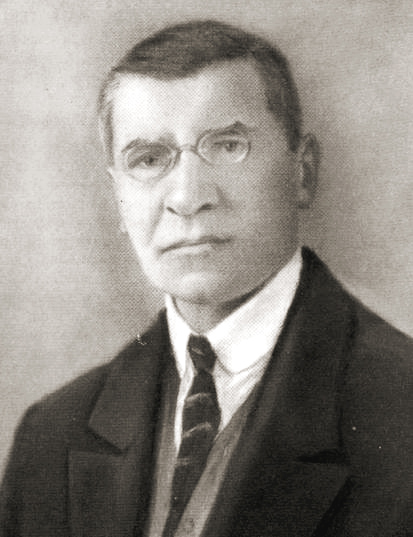
Jarosław Hordynski

Jarosław Hordynski (ur. 22 lipca 1882 w Szkle, zm. 5 lipca 1939 we Lwowie) – ukraiński literaturoznawca, pedagog.
Absolwent Uniwersytetu Lwowskiego i Uniwersytetu Wiedeńskiego. Profesor ukraińskiego gimnazjum akademickiego we Lwowie oraz Tajnego Uniwersytetu Ukraińskiego we Lwowie, członek rzeczywisty Towarzystwa Naukowego im. Szewczenki.
W latach 1918–1919 poseł do Ukraińskiej Rady Narodowej z ramienia Partii Chrześcijańsko-Społecznej.